# Wallace O'Connor
Wallace O'Connor   (Madera, 25 d'agost de 1903 - West Los Angeles, 11 d'octubre de 1950) va ser un nedador i waterpolista estatunidenc que va competir durant la dècada de 1920 i 1930.
El 1924 va prendre part en els Jocs Olímpics de París, on va disputar la competició de waterpolo, en què guanyà la medalla de bronze. En aquests mateixos Jocs disputà la prova dels 4x200 metres lliures del programa de natació, en què guanya la medalla d'or. Quatre anys més tard, als Jocs d'Amsterdam, fou cinquè en la competició de waterpolo. Als Jocs de 1932, a Los Angeles, va guanyar una nova medalla de bronze en la competició de waterpolo. El 1936 va disputar els quarts i darrers Jocs Olímpics. A Berlín fou novè en la competició de waterpolo.
El 1966 va ingressar al Saló Internacional de la Fama de la Natació.